# إف-15 سترايك إيجل 2
إف-15 سترايك إيجل 2 (بالإنجليزية: F-15 Strike Eagle II) هي لعبة محاكاة قتال جوي من تطوير MPS Labs ونشر MicroProse في 1989–1992، وقد صمّمها أندي هوليس وسيد ماير مع مقطوعات موسيقية لمات فورنيس، وهي التكملة المباشرة للعبة إف-15 سترايك إيجل (1984).

## القصة والإعداد
تُجسّد اللعبة مهام طيار إف-15 سترايك إيجل في مسارح صراعية عدة (ليبيا، الخليج العربى، فيتنام، الشرق الأوسط)، وعرضت لاحقًا إضافة «عملية عاصفة الصحراء» لتغطية حرب الخليج.

## أسلوب اللعب
- الأنظمة: شاشة واحدة عرضت منظور قمرة القيادة، تظهر لوحة القيادة ومشهد الجبهة الأمامية[10].
- التسلح: مدفع أم61أيه1 فولكان، صواريخ AIM-9 سايدويندر، AIM-7 سبارو، AGM-65 مافريك[11].
- المهام: هدم الأهداف الأساسية والثانوية، مع تجنّب الاشتباك مع الأهداف الصديقة[12].
- صعوبة متدرجة: أربعة مستويات صعوبة تحدّد مدى دقة الأعداء وسرعة الاستجابة[13].

## التطوير والإصدار
طُوّرت اللعبة بمحرك MicroProse التقليدي وركزت على توازن اللعب بين المحاكاة والمرح، وأُصدرت على دوس أولاً ثم على الحواسيب المنزلية وأنظمة Sega عام 1993.

## الاستقبال
- نالت مراجعات متباينة في مجلات الألعاب حينها، حيث أشاد البعض بالدقة النسبية للطيار الافتراضي وأكد آخرون بساطة الطيران[15].
- مبيعَاتها تجاوزت 100,000 نسخة بنهاية 1990 استنادًا لتقارير MicroProse السنوية[16].
- وصفه موقع DOS Days بأنه «محاكاة متوازنة للاستخدام المنزلي» مع «إمكانيات توسعة جيدة»[17].